# Veliki topolov kozliček
Veliki topolov kozliček (znanstveno ime Saperda carcharias) je hrošč iz družine kozličkov, ki je znan predvsem kot eden glavnih škodljivcev v nasadih topolov v Evropi.
Njegove ličinke živijo v lesu, kjer z vrtanjem poškodujejo drevesa, ki zaradi njih odmirajo. Drevesa, po katerih vrtajo ličinke, so v povprečju nižje rasti od neokuženih. Poleg tega so problematične, ker skozi lubje v les vnašajo druge rastlinske patogene - glive, bakterije idr.
Razvoj poteka od dveh do treh let, odvisno od pogojev. Odrasle živali zrastejo med 2 in 3 centimetre v dolžino, so rumene barve, njihove pokrovke so porasle z drobnimi črnimi dlačicami, ki imajo čutilno funkcijo. Prehranjujejo se s topolovimi listi, opazujemo jih lahko od poznega junija do septembra na deblih in skladovnicah posekanih topolov.